# Diplomystes chilensis
Diplomystes chilensis é uma espécie de peixe da família Diplomystidae.
É endémica do Chile.